# Milton Vicente Rodríguez
Milton Vicente Rodríguez Olmedo (Guayaquil, 9 settembre 1954) è un ex calciatore ecuadoriano, di ruolo portiere.

## Carriera

### Club
Ha giocato nel campionato ecuadoriano e in quello cileno.

### Nazionale
Con la maglia della Nazionale giocò 8 partite e prese parte a due edizioni della Copa América.